# Томислав Вишевич
Томислав Вишевич (хорв. Tomislav Višević, нар. 9 грудня 1980, Карлсруе, ФРН) — німецький та хорватський футболіст боснійського походження, виступав на позиції захисника.

## Кар'єра гравця
Томислав Вишевич народився 9 грудня 1980 року в місті Карлсруе у родині вихідців з Боснії і Герцеговини. Розпочав професійну кар'єру в «Цібалії». З 2001 року по 2002 рік виступав за «Посуш'є». Влітку 2002 року перейшов у запорізький «Металург». У чемпіонаті України дебютував 17 липня 2002 року в матчі проти донецького «Шахтаря» (0:1). Єдиним голом у складі запорожців відзначився 18 червня 2003 року на 25-ій хвилині нічийного (1:1) домашнього поєдинку 30-го туру вищої ліги проти сімферопольської «Таврії». Томислав вийшов на поле в стартовому складі та відіграв увесь матч. Влітку 2004 року залишив «Металург» через різноманітні проблеми в статусі вільного агента. Загалом у складі «козаків» у вищій лізі зіграв 32 матчі та відзначився 1 голом (ще 2 поєдинки провів у першості дублерів). Окрім цього захищав кольори металургів у кубку України та в єврокубках (по 4 зіграні поєдинки). Також у 2004 році зіграв 2 матчі у складі друголігового фарм-клубу запорожців, «Металурга-2». Потім грав за бакинські «Нефтчі» й «Олімпік», боснійський «Посуш'є» і польський «Заглемб'є» з [Любін (Польща)[|Любіна]]. Влітку 2007 року перейшов в «Осієк». Завершив футбольну кар'єру в 2010 році в складі іншого хорватського клубу, «Виноградара» (8 зіграних матчів).

## Досягнення
- Прем'єр-ліга
  -  Чемпіон (1): 2004/05

- Екстракляса
  -  Чемпіон (1): 2006/07